# Staatliche Universität Taraclia
Die Staatliche Grigori-Camblak-Universität Taraclia (russisch Тараклийский государственный университет имени Григория Цамблака; bulgarisch Тараклийски държавен университет; rumänisch Universitatea de Stat „Grigore Țamblac“ din Taraclia) ist eine Universität in der südmoldauischen Stadt Taraclia. Mit weniger als 300 Studenten zählt sie zu den kleinsten Universitäten des Landes. Sie gilt als Universität der bulgarischen Minderheit Moldaus, die im Gebiet um Taraclia, die Mehrheit der Bevölkerung darstellt. 
Die Staatliche Universität Taraclia wurde im Jahr 2004 im Beisein des bulgarischen Präsidenten Georgi Parwanow sowie seines moldauischen Kollegen Vladimir Voronin eröffnet. Seit 2009 ist sie nach dem bulgarischen Bischoff Grigorij Camblak benannt. Unterrichtssprachen sind neben Bulgarisch auch Rumänisch und Russisch.